# Cmentarz wojenny nr 85 – Rozdziele
Cmentarz wojenny nr 85 – Rozdziele – cmentarz z I wojny światowej, zaprojektowany przez Hansa Mayra, znajdujący się opodal wsi Rozdziele w powiecie gorlickim, w gminie Lipinki. Jeden z ponad 400 zachodniogalicyjskich cmentarzy wojennych zbudowanych przez Oddział Grobów Wojennych C. i K. Komendantury Wojskowej w Krakowie.

## Opis
Cmentarz znajduje się na niewielkim wzgórzu, po prawej stronie drogi do Wapiennego.
Cmentarz ma kształt trapezu o powierzchni około 165 m². Otoczony jest ogrodzeniem drewnianym, płotem sztachetowym. W środku ogrodzenia, od strony południowej, znajduje się drewniana bramka wejściowa. Groby są oznaczone nagrobkami w formie żeliwnych krzyży łacińskich z datą 1915 na betonowych podestach, krzyży lotaryńskich oraz betonowej steli z żeliwną tablicą. W centralnej części znajduje się drewniany krzyż nakryty charakterystycznym blaszanym półkolistym daszkiem.
Na cmentarzu jest pochowanych 37 żołnierzy w 5 grobach zbiorowych oraz 14 pojedynczych poległych w maju 1915 roku:
- 14 niemieckich głównie z 22 Bawarskiego Pułku Piechoty,
- 4 austro-węgierskich,
- 19 nieznanych żołnierzy rosyjskich.

W 1944 roku na cmentarzu zostało pochowanych trzech niemieckich żołnierzy zmarłych 22–24 września.

## Galeria

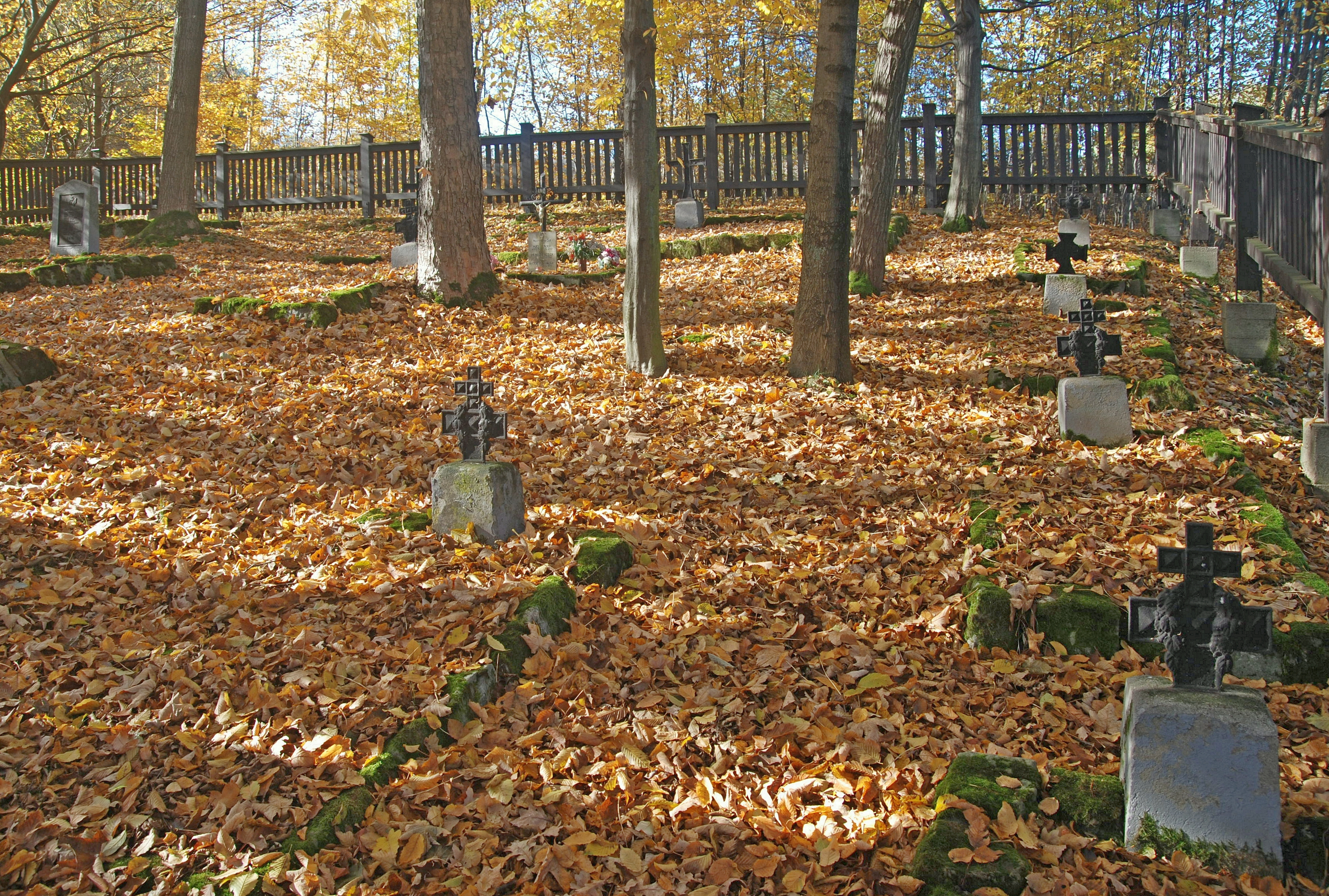
Fragment cmentarza
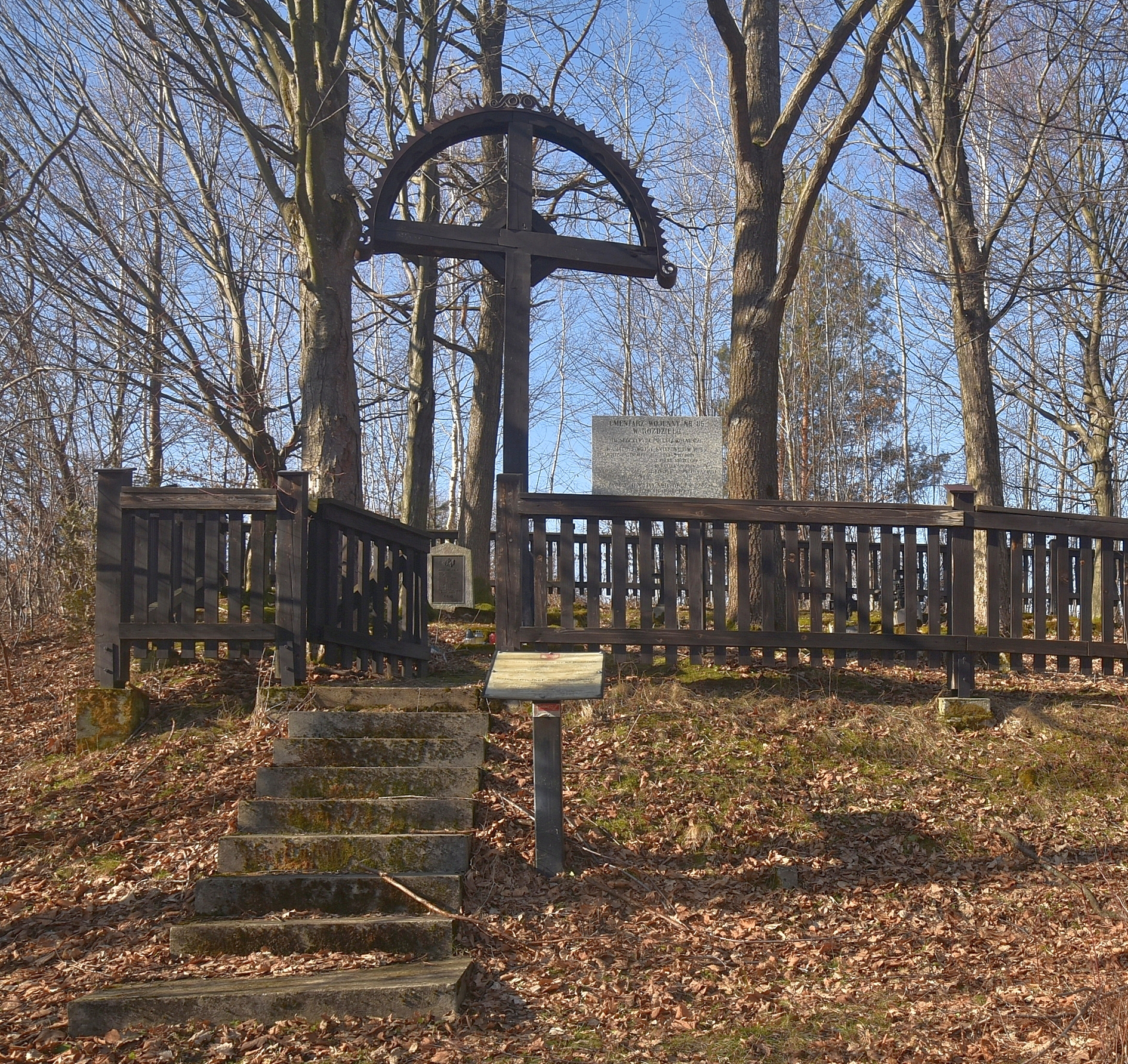
Łaciński krzyż centralny Mayra
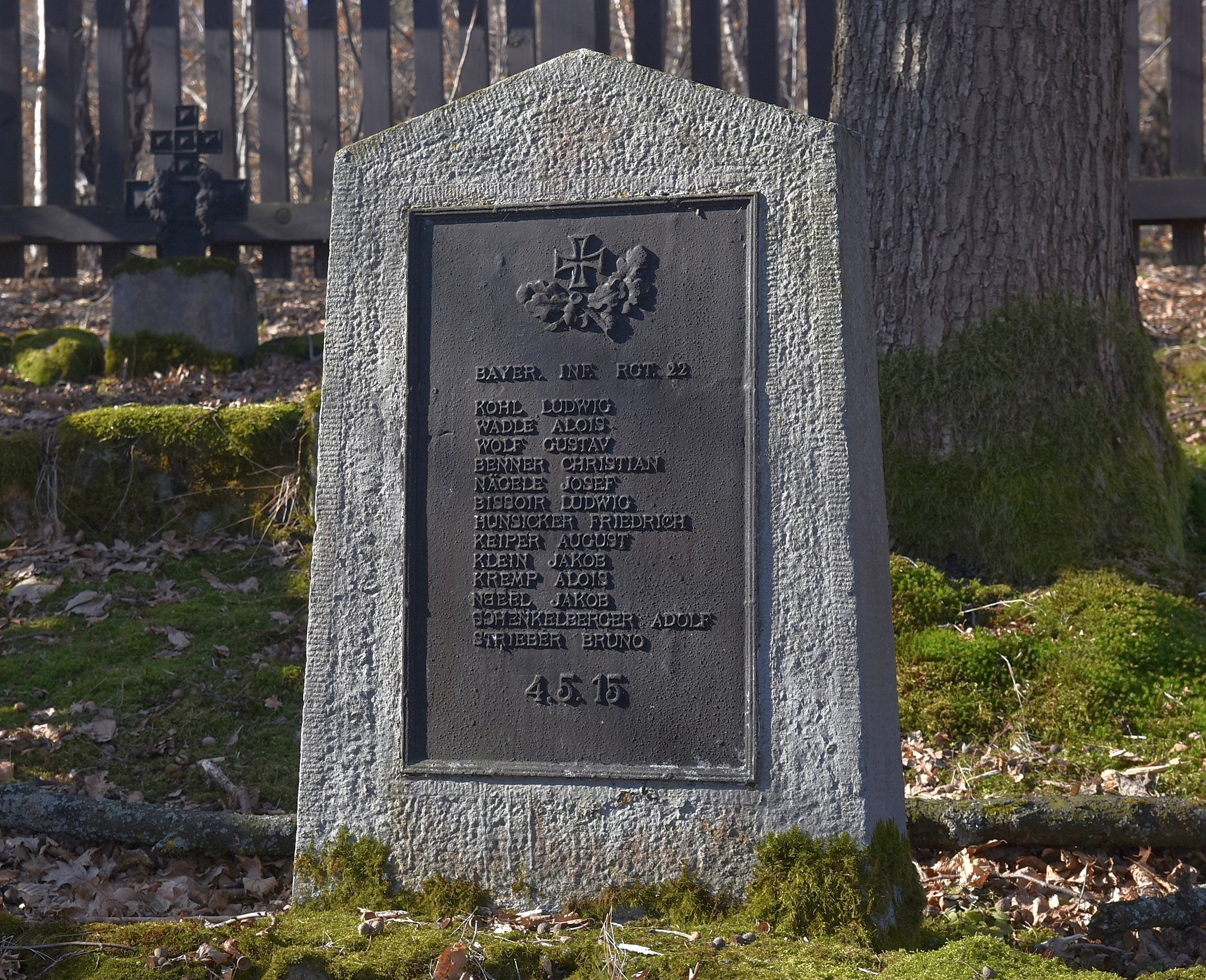
Stela
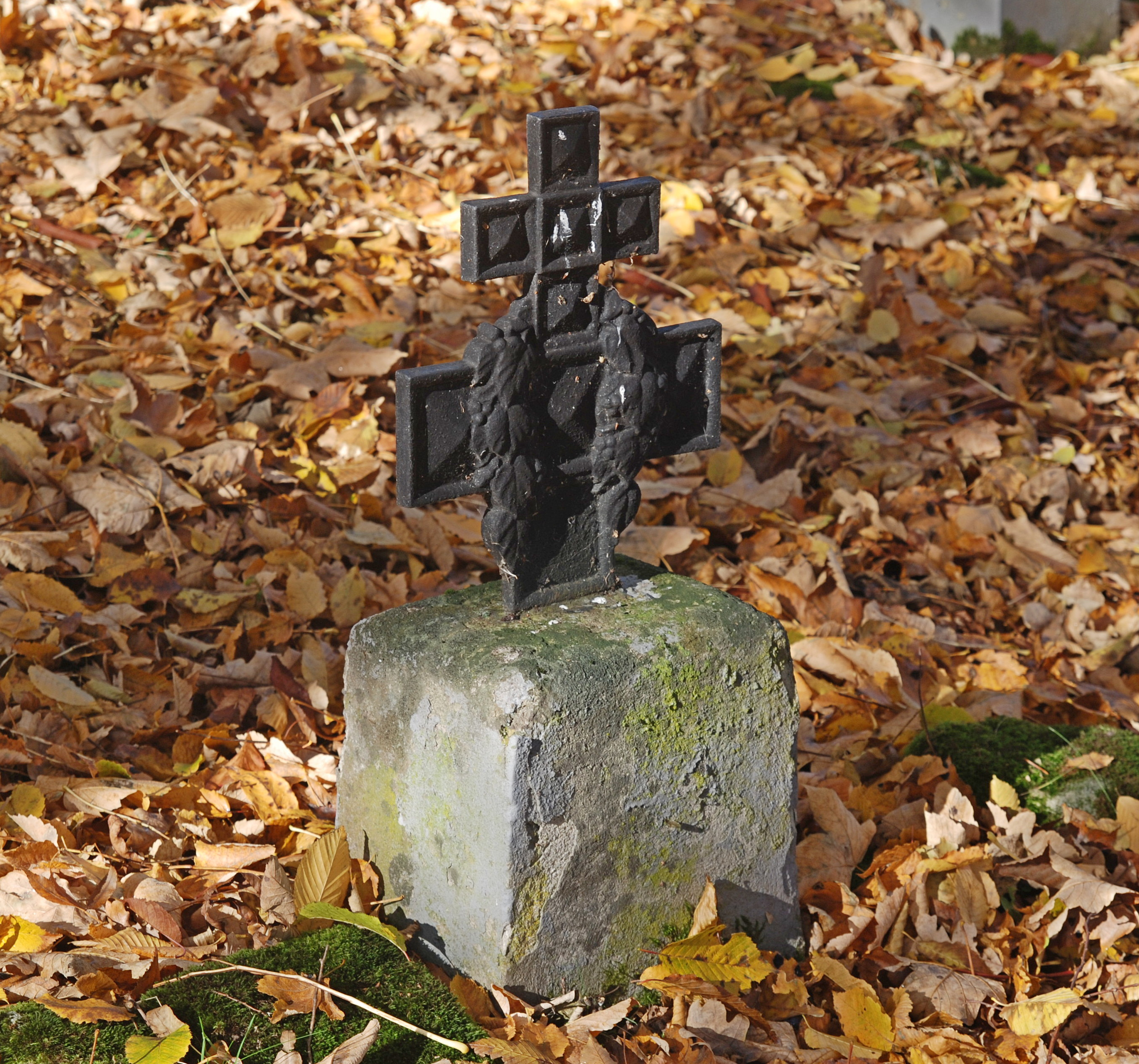
Rosyjski krzyż Ludwiga
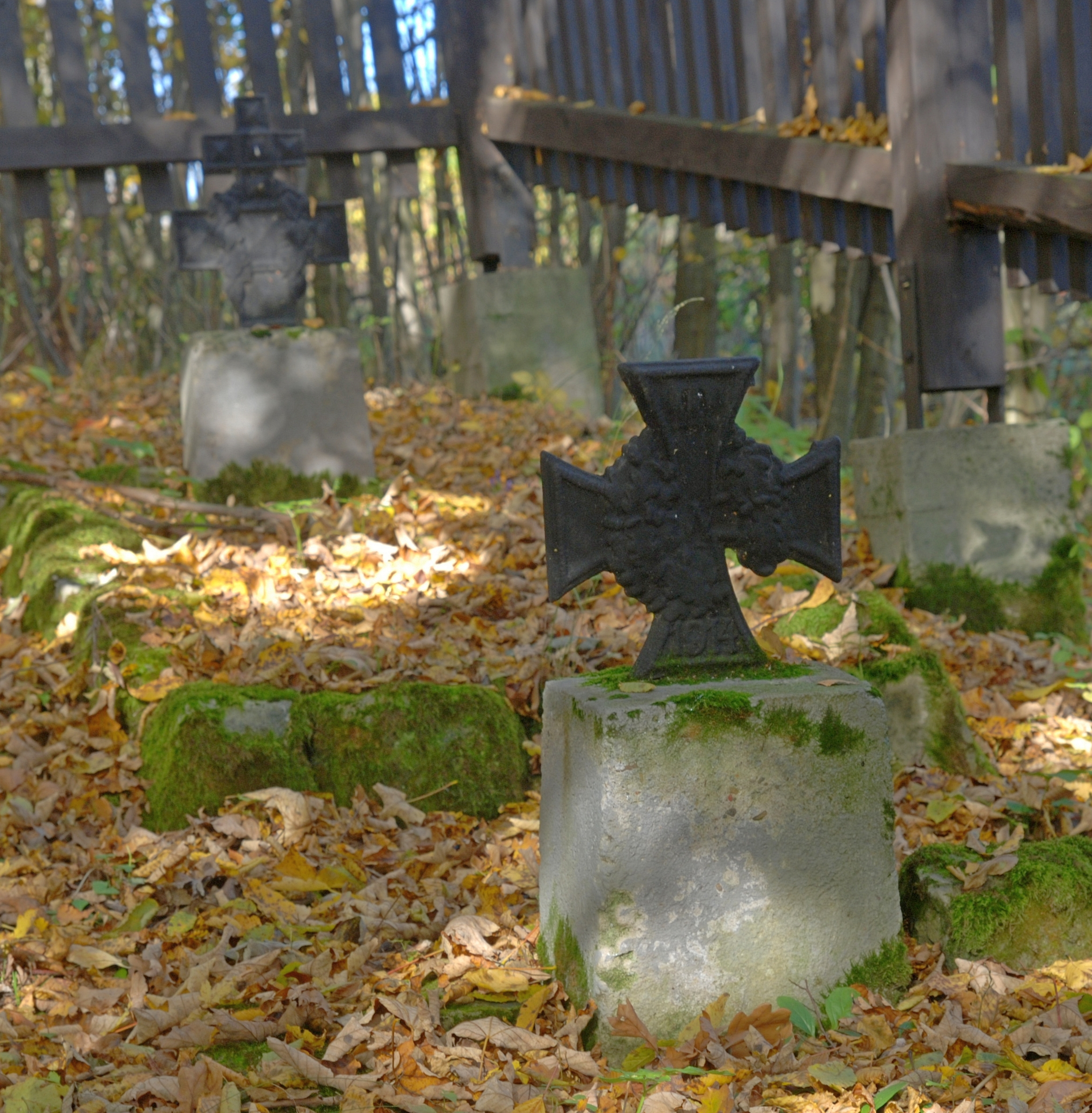
Austriacki krzyż Ludwiga
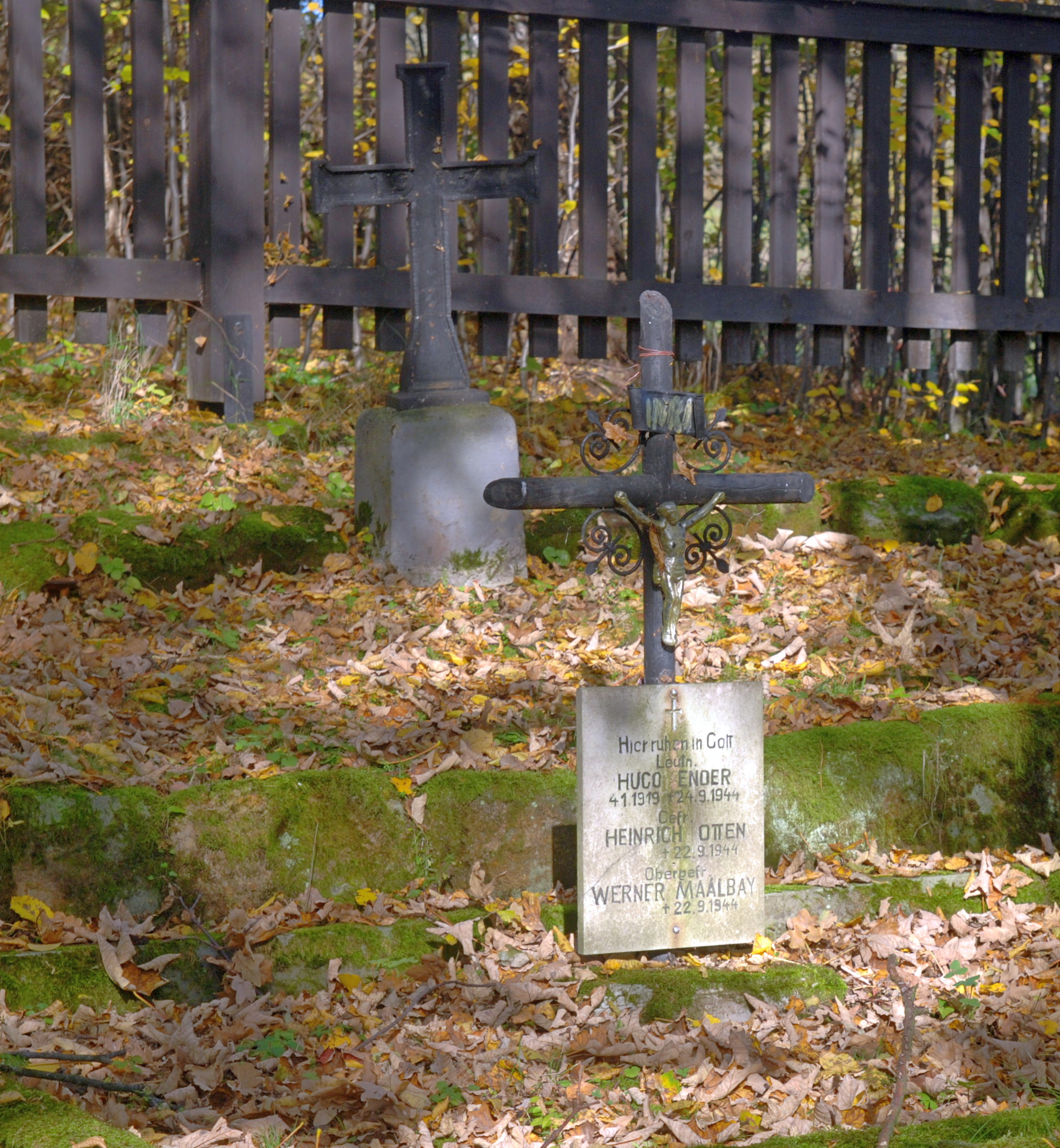
Nagrobek pochowanych w 1944